# Bulldog Drummond (film, 1929)
Pour les articles homonymes, voir Drummond.
Pour plus de détails, voir Fiche technique et Distribution.
Bulldog Drummond est un film américain réalisé par F. Richard Jones, sorti en 1929.

## Synopsis
Hugh Bulldog Drummond, un capitaine britannique démobilisé et ennuyé par la vie civile, place une publicité personnelle dans le Times offrant ses services pour toute sensation fortes. Parmi les nombreuses réponses, une l’intrigue. Phyllis Benton prétend qu’elle est en grand danger. Il se rend immédiatement au Green Bay Inn, où elle lui a réservé des chambres. Incapable de le persuader d’abandonner cette folle aventure, son ami Algy Longworth le suit, entraînant le valet de Drummond, Danny, avec lui.
Phyllis s’avère être tout ce que Drummond espérait, belle et ayant désespérément besoin d’aide. Son riche oncle, John Travers, est traité dans un hôpital par un Dr Lakington pour une dépression nerveuse mais elle est sûre qu’il y a quelque chose qui ne va pas à propos de l’hôpital et du Dr Lakington. Elle affirme aussi se sentir constamment surveillée. Lorsqu'elle aperçoit deux hommes qui l'écoutent,  elle prend la fuite au grand dam de Drummond. Elle est attrapée et emmenée au foyer de soins du Dr Lakington par Carl Peterson, Irma et le médecin.
Lorsque Drummond les suit, il est témoin de la tentative infructueuse de Travers de s’échapper. Drummond s’en va, mais revient furtivement et sauve Phyllis. En l’envoyant avec Algy et Danny, il se faufile une fois de plus et entend Irma convaincre les autres de rester et d’essayer d’obtenir la signature de Travers sur un document leur transférant des titres et des bijoux. Drummond parvient à sauver Travers.
Cependant, il commet une grave erreur lorsqu’il ramène Travers à l’auberge. Les méchants n’y arrivent pastôt. Drummond parvient à se déguiser en Travers ; les escrocs le reprennent, avec Phyllis. Quand ils réalisent qu’ils ont le mauvais homme, ils menacent de torturer Phyllis. Drummond leur dit que Travers est caché à l’auberge (alors qu’il est vraiment conduit à Londres). Alors que Peterson et Irma vont vérifier, Drummond est libéré par Phyllis avant que Lakington ne puisse le tuer. Il étrangle le médecin. Drummond désarme Peterson à son retour, mais son gang se fait passer pour des policiers et l’emmène. Phyllis persuade Drummond de les laisser partir, lui disant qu’elle l’aime.

## Fiche technique
- Titre : Bulldog Drummond
- Réalisation : F. Richard Jones
- Scénario et adaptation : Sidney Howard, Wallace Smith et Herman Cyril McNeile d'après son roman éponyme
- Photographie : George Barnes et Gregg Toland
- Montage : Frank Lawrence et Viola Lawrence
- Musical : Hugo Riesenfeld
- Décors : William Cameron Menzies
- Producteur : Samuel Goldwyn
- Société de production : Howard Productions et Samuel Goldwyn Productions
- Société de distribution : United Artists
- Pays d'origine :  États-Unis
- Langue : anglais
- Format : Noir et blanc — 35 mm — 1,20:1 — Muet
- Genre : Film policier
- Durée : 90 minutes
- Date de sortie : 
  - États-Unis : 2 mai 1929

## Distribution

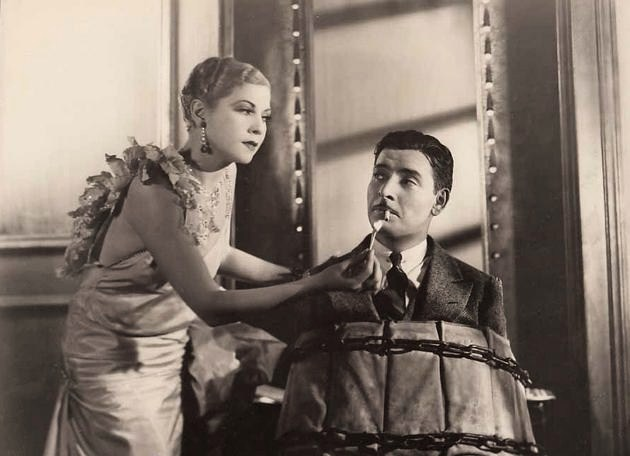
Lilyan Tashman et Ronald Colman.

- Ronald Colman : Capitaine Hugh 'Bulldog' Drummond
- Claud Allister : Algy Longworth
- Lawrence Grant : Dr. Lakington
- Montagu Love : Carl Peterson
- Wilson Benge : Danny
- Joan Bennett : Phyllis Benton
- Lilyan Tashman : Irma
- Charles Sellon : John Travers
- Adolph Milar : Marcovitch
- Tetsu Komai : Chong
- Gertrude Short : Barman
- Donald Novis : Country Boy

## Récompense
- National Board of Review: Top Ten Films 1929